# Родионовка (Краснопартизанский район)
Родионовка — село в Краснопартизанском районе Саратовской области, в составе городского поселения Горновское муниципальное образование.
Население — 126 (2010) человек.

## История
Основано в 1833 году
Казённая деревня Родионовка, расположенная при речке Сакмыковка, по правую сторону почтового тракта из Николаевска в Новоузенск в 51 версте от уездного города, упоминается в Списке населённых мест Российской империи по сведениям за 1859 год. Деревня относилась к Николаевскому уезду Самарской губернии. В деревне насчитывалось 123 двора, проживали 441 мужчина и 441 женщина.
После крестьянской реформы Родионовка была включена в состав Корнеевской волости. Согласно Списку населённых мест Самарской губернии по сведениям за 1889 год в селе насчитывалось 208 дворов, проживали 1266 жителей (бывшие казённые крестьяне). Земельный надел составлял 8175 десятин удобной и 290 десятин неудобной земли, имелись церковь, 8 ветряных мельниц. Согласно переписи 1897 года в селе проживало 1527 жителя, православных — 1522.
Согласно Списку населённых мест Самарской губернии 1910 года Родионовку  населяли бывшие государственные крестьяне, русские, православные, 927 мужчин и 837 женщин, в селе имелись церковь, земская и церковно-приходская школы, фельдшерский пункт, 7 ветряных мельниц и 1 мельница с нефтяным двигателем, проводились 2 ярмарки, по воскресеньям базары.
В 1926 году в Родионовке проживали 478 мужчин и 531 женщина, насчитывалось 205 дворов. На рубеже 1960-х—1970-х годов у западной окраины села прошёл Саратовский оросительно-обводнительный канал имени Е. Е. Алексеевского. В 2009 году в Родионовку открыт водопровод.

## Физико-географическая характеристика
Село находится в Заволжье, на левом берегу реки Сакма (напротив села Савельевка), на высоте около 50 метров над уровнем моря. Почвы - тёмно-каштановые.
Село расположено примерно в 7 км по прямой юго-западнее районного центра рабочего посёлка Горный. По автомобильным дорогам расстояние до районного центра составляет 11 км, до областного центра города Саратов — 250 км, до Самары — также около 250 км.
Часовой пояс
Родионовка, как и вся Саратовская область, находится в часовой зоне МСК+1. Смещение применяемого времени относительно UTC составляет +4:00.

## Население
Динамика численности населения по годам:
| Годы      | 1859 | 1889 | 1897 | 1910 | 1926 | 2002 |
| --------- | ---- | ---- | ---- | ---- | ---- | ---- |
| Население | 882  | 1266 | 1527 | 2331 | 1009 | 231  |

| 2002 | 2010 |
| ---- | ---- |
| 231  | ↘126 |

Национальный состав
Согласно результатам переписи 2002 года русские составляли 59 % населения села, казахи — 21 %.